# Psilommiscus sumatranus
Psilommiscus sumatranus är en stekelart som beskrevs av Günther Enderlein 1912. Psilommiscus sumatranus ingår i släktet Psilommiscus och familjen bracksteklar. Inga underarter finns listade i Catalogue of Life.